# Frenela juniperoides
Frenela juniperoides är en cypressväxtart som först beskrevs av Carl von Linné, och fick sitt nu gällande namn av Filippo Parlatore. Frenela juniperoides ingår i släktet Frenela och familjen cypressväxter. Inga underarter finns listade i Catalogue of Life.